# Xã Antelope, Quận Perkins, South Dakota
Xã Antelope (tiếng Anh: Antelope Township) là một xã thuộc quận Perkins, tiểu bang Nam Dakota, Hoa Kỳ. Năm 2010, dân số của xã này là 35 người.